# Bras des Chevrettes (quartier)
Pour les articles homonymes, voir Bras des Chevrettes (homonymie).
Bras des Chevrettes est un quartier périphérique de la ville de Saint-André, sur l'île de La Réunion. Il tire son nom du Bras des Chevrettes, cours d'eau irrégulier qui le traverse.
La zone est très marquée par les plantations de canne à sucre et les autres secteurs d'activité sont très peu représentés.
EDF y teste une batterie géante d'une capacité de 1 mégawatt. La batterie, construite par le japonais NGK mesure 15 m de long, pour 2,5 de large et 5 de haut.  Le but est de pouvoir stocker l'électricité produite par l'énergie éolienne et solaire sur l'île et la redistribué lors de pics de consommation.